# Banners High
Banners High ist das siebte Studioalbum der deutschen Metal-Band Majesty. Es wurde unter dem Label NoiseArt Records veröffentlicht. Veröffentlichungstermin in Europa war der 20. Dezember 2013.
Das Album wurde von Sänger und Gründungsmitglied Tarek „MS“ Maghary selbst produziert. Außerdem war es das erste Album mit Robin Hadamovsky als Gitarristen und das einzige Album der Band überhaupt, auf dem Carsten Kettering als Bassist zu hören war, da er nur von 2013 bis 2014 in der Band tätig war. Das reguläre Album enthielt elf Stücke, dem Digipak waren als Bonus noch eine akustische Version des Songs Take Me Home sowie eine Karaokeversion des Titeltracks beigefügt.

## Titelliste
1. Judgment of the Gods
2. We Want His Head
3. Banners High
4. Time for Revolution
5. United by Freedom
6. Pray for Thunder
7. Bloodshed and Steel
8. All We Want, All We Need
9. Take Me Home
10. On a Mountain High
11. The Day When the Battle Is Won

## Geschichte
Banners High wurde als Konzeptalbum konzipiert und erzählt eine Fantasy-Geschichte. Tarek „MS“ Maghary meinte dazu:

„Wir sind verdammt stolz, unser erstes Konzeptalbum zu veröffentlichen. Die Geschichte handelt von einem unterdrückten Volk, welches in die Schlacht zieht, um endlich frei zu sein. Keinesfalls wollten wir aber eines dieser Konzeptalben machen, auf denen irgendwelche langweiligen Hörspiel-Parts und tausende Intros sind. Die Geschichte wird durch zehn Heavy-Metal-Hymnen erzählt, die auch super alleine stehen können. Daher kann man das Album auch einfach gut anhören, ohne sich zu sehr mit dem Konzept zu befassen. Wer allerdings in die Geschichte eintauchen will, erfährt ein unglaublich episches Erlebnis und wird in eine Welt gezogen, in der Werte wie Ehre, Freundschaft, Aufopferung und Freiheitsliebe noch etwas zählen.“

## Rezensionen
Von der Fachpresse wurde das Album eher verhalten aufgenommen. Katrin Riedl vom Metal-Hammer-Magazin etwa schrieb in ihrem Review bei aller Sympathie für die Band klinge "das neue Material nur bedingt innovativ und eigenständig[...]. Live wird die Sache funktionieren, und die Trve Hail-Fraktion kommt hier selbstredend voll auf ihre Kosten – für alle anderen bleibt nach gut 50 Minuten nur eine Frage im Raum: Warum?" Sie vergab drei von sieben Punkten.
Positiver bewertete das Album Jens Peters vom Rock Hard, der in seiner Rezension schrieb, ihm persönlich gefalle "die Scheibe noch einen Tacken besser als der Vorgänger[...]. Im direkten Vergleich wurde der Kitschfaktor deutlich zurückgefahren, außerdem klingt die Produktion etwas roher."

## Mitglieder
- Tarek "MS" Maghary – Gesang, Keyboard
- Jan Raddatz – Schlagzeug
- Tristan Visser – Gitarre
- Carsten Kettering – Bass
- Robin Hadamovsky – Gitarre